# Perula

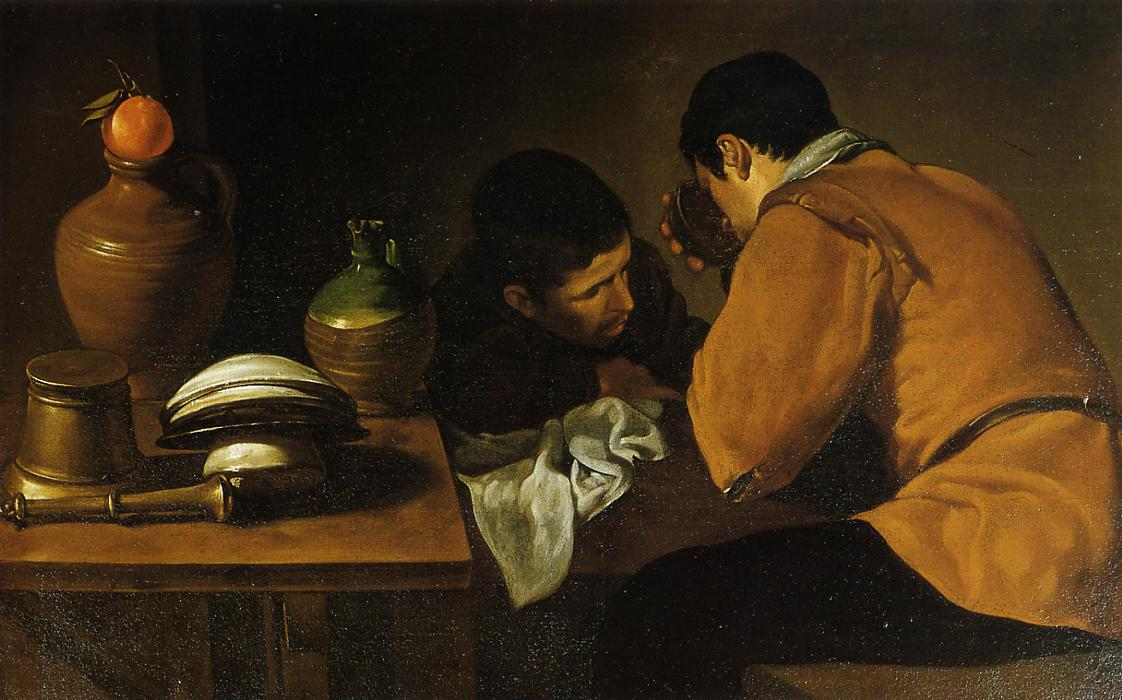
Varias piezas de la cacharrería española del componen un bodegón en este óleo atribuido a un joven Diego Velázquez (1620). Junto a la cantarilla con una naranja cubriendo su boca para perfumar el agua, aparece una alcuza o perula esmaltada en verde y delante, unas piezas de vajilla y un juego de almirez. El cuadro se encuentra en el Wellington Museum, Apsley House (Londres).

Perula es una vasija de supuesto origen romano, vidriada en verde y con forma de damajuana. Suele presentar cuerpo globular, con un asa "ahombrada" en su boca (que es estrecha y con un pequeño pico para facilitar el vertido del líquido contenido). Se le conocen diversas utilidades en la cocina. En algunas zonas de Andalucía se usa como aceitera sustituyendo a la alcuza. Esta "perula andaluza", que en el Diccionario de materiales cerámicos se define como "aceitera globular", suele ser de pequeño tamaño y es pieza tradicional de la alfarería jienense. En otras ocasiones se utilizada para transportar, conservar o servir el vino, como una damajuana. Por su parte, el etnólogo José Guerrero Martín, la definió como barrila de un asa usada para conservar aceite, vinagre o licor. 
En ocasiones, según la estética o fábrica del alfarero, se muestra con apariencia similar a diversas vasijas y botijas. No se debe confundir la perula con la botija perulera, que servía para el transporte de alimentos desde España hasta sus posesiones de ultramar colonial como Nueva España o Perú.

## Laperulaque se hizo cántaro

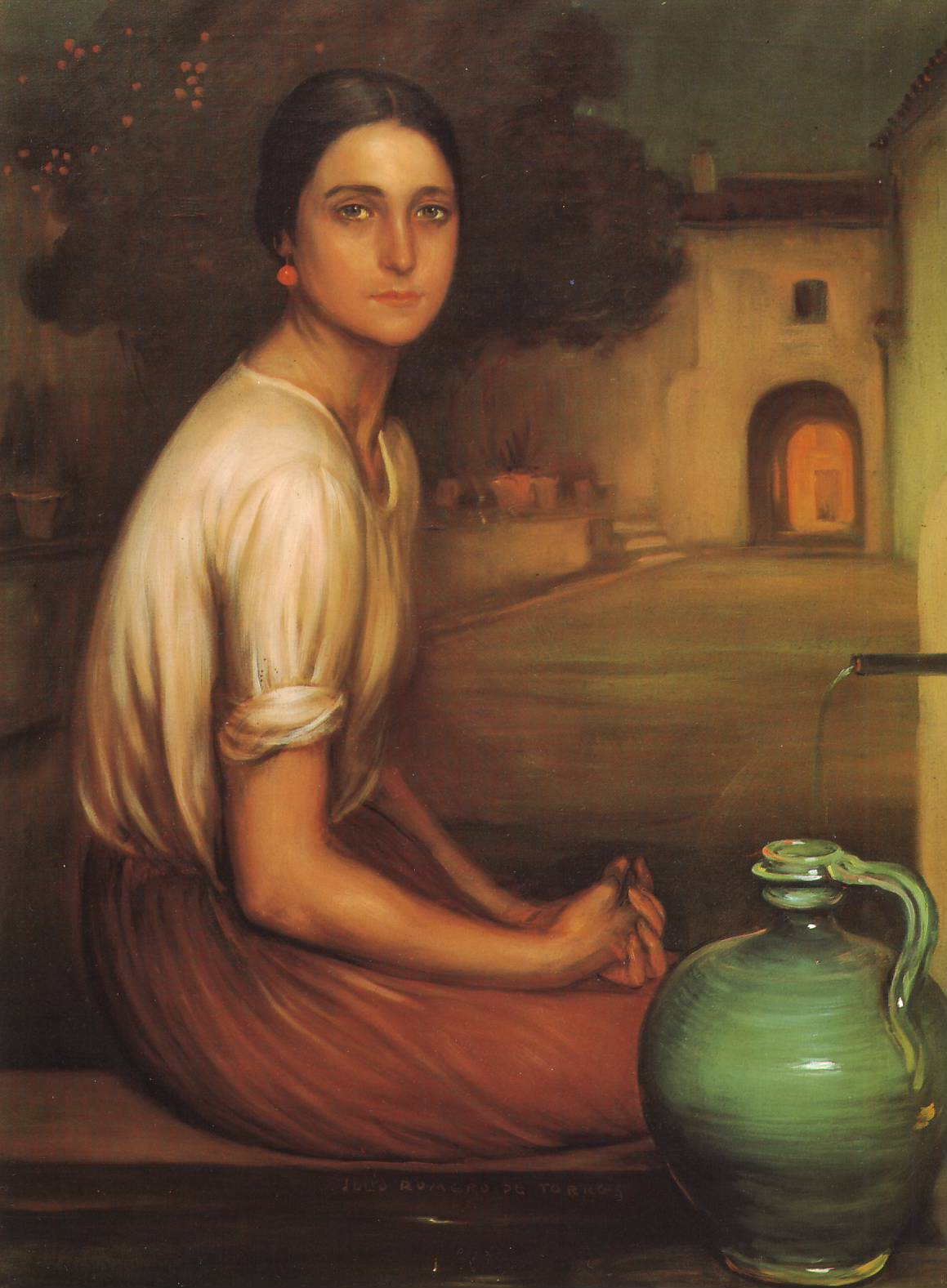
Julio Romero de Torres: La niña del cántaro (1927).

En 1927, Julio Romero de Torres, tópico y típico pintor de Córdoba y la mujer morena, agranda la modesta perula regordeta hasta convertirla en una cantarilla totalmente vidriada en verde oscuro, como la loza tradicional producida en Lucena o Triana. Una cantarilla perulera que "se llena pacientemente en la fuente, porque ya se ha hecho mayor". La escena recuerda un pasaje de Azorín glosando la ciudad de Córdoba: "...una fuente deja caer un hilo de agua. Cada media hora, una moza aparece con una cantarilla y la llena en la fuente... En esta hora... se escucha el alma de las cosas".